# Felsőpusztaegres
Felsőpusztaegres, 1910–18-ban és 1940–44-ben Egreshely (románul: Agrieș) falu Romániában, Erdélyben, Beszterce-Naszód megyében.

## Nevének eredete
Nevének alaptagját patakjáról kaphatta, amely a magyar éger szó képzős változatából való. Mivel már 1562-ben, első említésekor román lakosságú volt, az akkori Egreshely írott névalak a román Agrieș beleértéses magyarítása lehet. A román név szabályosan fejlődött a magyar víznévből, valószínűleg a rom. agriș ('egresbokor') hatására, vö. Agriș (Felsőegregy és Egri), Agrișteu (Egrestő) stb. Későbbi említései: Egres (1576), Felső-Egres (1577), Egrespataka (1676). Az Alsóegres név a magyarban a falu alsó részére (a mai Joseni) vonatkozott, később ráértéssel a falu egészére a Felsőegres nevet használták. A puszta névelem az ugyancsak Belső-Szolnok vármegyében fekvő Felsőegrestől való megkülönböztetésére került hozzá a vármegyei közigazgatás névhasználatában. 1910-ben az 1562-es első írott névalak felújításával alkottak számára új hivatalos nevet. (Korábban néha Agrieșelt hívták magyarul Egreshely-nek.)

## Fekvése
Bethlentől 38 km-re északra, a Cibles hegységben, az Ilosvai-patak mentén fekszik.

## Népessége
- 1880-ban 975 lakosából 880 volt román, 34 ruszin, 22 magyar és tíz német nemzetiségű; 905 görögkatolikus, 37 zsidó, 18 ortodox, tíz református és öt római katolikus vallású. A ruszinok és valószínűleg a magyarok is Moliseten laktak.
- 2002-ben az 1956-ban kivált Molisetitanya nélkül 874 román nemzetiségű lakosa volt, közülük 790 ortodox, 58 görögkatolikus és 26 pünkösdi.

## Története
1560 és 62 között települt román lakossággal Szészárma határára. 1658-ban elpusztult. Birtokosai között a 18. század nagy részében a Torma családot említik. 1750-ben egy telkes nemes, 29 jobbágy, két telkes és hat telketlen zsellér, kilenc kóborló családfő és két özvegy lakta. 1786-ban a Torma családon kívül Bethlen Pál és Teleki Ádám is birtokoltak benne. Belső-Szolnok, 1876-tól Szolnok-Doboka vármegye Bethleni járásához tartozott. Erdei többségét az 1890-es évek és az 1920-as évek eleje között kivágták.